# Садовських Борис Олександрович
Садовських Борис Олександрович — російський письменник.
Народ. 6 березня 1881 р. у м. Ардатов. Помер 3 квітня 1952 р. у Москві. Закінчив історико-філологічний факультет Московського державного університету (1906). За його оповіданням «Іллін день» О.Левченко створив фільм «Єнісейські поля» (1993).